# پایپر پی‌ای-۱۲ سوپر کروزر
پایپر پی‌ای-۱۲ سوپر کروزر (به انگلیسی: Piper PA-12 Super Cruiser) یک هواگرد از نوع خصوصی ساخت شرکت پایپر ایرکرفت است. هواگرد پایپر پی‌ای-۱۲ نخستین پروازش را در ۲۹ اکتبر ۱۹۴۵ میلادی انجام داد. این هواگرد در سال ۱۹۴۶ میلادی رسماً معرفی گردید و در سال‌های ۱۹۴۶–۱۹۴۸ تولید شده‌است. در مجموع، تعداد 3760 فروند از این هواگرد ساخته شده‌است.